# Viola Myers

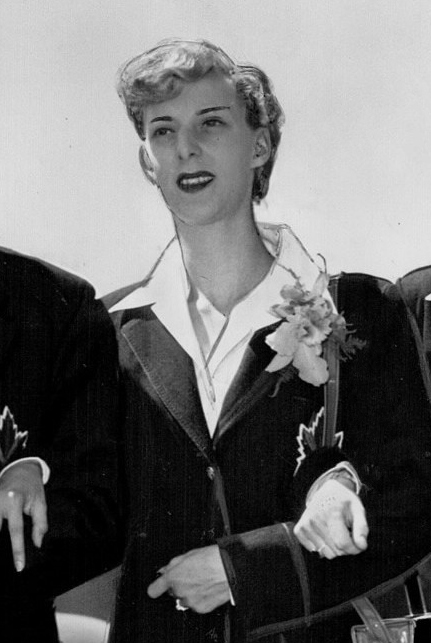
Viola Myers (1948)

Viola Lillian Myers (* 29. Juni 1927 in Toronto; † 15. November 1993 in Toronto) war eine kanadische Sprinterin.
Bei den Olympischen Spielen 1948 in London gewann sie in 47,8 Sekunden die Mannschafts-Bronzemedaille in der 4-mal-100-Meter-Staffel mit ihren Teamkolleginnen Nancy Mackay, Diane Foster und Patricia Jones mit Myers als Schlussläuferin hinter dem Team der Niederlande (Gold) und dem Team aus Australien (Silber). Beim 100-Meter-Lauf im selben Jahr erreichte sie in 12,3 Sekunden den 4. Platz.